# Maurice y Katia Krafft
Catherine Joséphine Conrad, más conocida como Katia Krafft (Soultz-Haut-Rhin, Francia, 17 de abril de 1942 - 3 de junio de 1991) y su marido, Maurice Krafft (Guebwiller, 25 de marzo de 1946 - 3 de junio de 1991), fueron dos vulcanólogos franceses que murieron a causa de un flujo piroclástico en el monte Unzen el 3 de junio de 1991 en Japón. La noticia de su muerte apareció en el Bulletin of Volcanology.
Maurice y Katia fueron conocidos como los pioneros en fotografiar y filmar volcanes en erupción, a menudo a 30 cm de distancia de la lava. Se conocieron en la Universidad de Estrasburgo y comenzaron su carrera de observadores de volcanes poco después. Con poco dinero, ahorraron para un viaje a Estrómboli para fotografiar su erupción. Al notar que la gente estaba interesada en sus documentos sobre erupciones, pronto hicieron una carrera de ello, lo que les permitió la capacidad de viajar por todo el mundo.
Los Krafft eran a menudo los primeros en llegar a un volcán activo, siendo respetados y envidiados por muchos vulcanólogos. Sus secuencias de los efectos de las erupciones volcánicas eran un factor importante para beneficiarse de la cooperación de las autoridades locales que observaban la amenaza volcánica. Un buen ejemplo de esto fue después del comienzo de la actividad del monte Pinatubo en 1991, donde su vídeo de los efectos de la erupción del Nevado del Ruiz en Colombia fue mostrado a un gran número de personas, incluyendo a la presidenta filipina Cory Aquino, y convenció a muchos escépticos de que la evacuación de la zona sería necesaria.
En junio de 1991, mientras filmaban las erupciones del monte Unzen, fueron atrapados por un flujo piroclástico, que en cuestión de segundos ocupó todo el valle donde se encontraban. Murieron en el acto junto a 40 periodistas que también cubrían las erupciones.
El trabajo de los Krafft fue destacado en un vídeo de National Geographic, que contenía una larga cantidad de su filmaciones y fotografías, además de entrevistas con ambos.
Maurice es famoso por decir en el vídeo, justo el día antes de su muerte, "Nunca tengo miedo, porque he visto tantas erupciones en 23 años que aunque mañana muriera, no me importaría".

## Libros
- Maurice Krafft :
  - Guide des volcans d’Europe : généralités, France, Islande, Italie, Grèce, Allemagne..., Neuchâtel, Delachaux et Niestlé, 1974, 412 p.
  - La Terre, une planète vivante, Paris, Hachette, 1978
  - Questions à un vulcanologue : Maurice Krafft répond, Paris, Hachette-Jeunesse, 1981, 231 p.
  - Les Volcans et leurs secrets, Nathan, Paris, 1984, 63 p.
  - Le Monde merveilleux des volcans, Paris, Hachette-Jeunesse, 1981, 58 p.
  - Les Feux de la Terre, Histoire de volcans, Découvertes Gallimard (n.º 113), Gallimard, París, 1991, 2003, 208 p.

- Maurice y Katia Krafft :
  - À l’assaut des volcans, Islande, Indonésie, París, Presses de la Cité, 1975, 112 p.
  - Prefaccio de Eugène Ionesco, Les Volcans, París, Draeger-Vilo, 1975, 174 p.
  - La Fournaise, volcan actif de l’île de la Réunion, Saint-Denis, Éditions Roland Benard, 1977, 121 p.
  - Volcans, le réveil de la Terre, París, Hachette-Réalités, 1979, 158 p.
  - Dans l’antre du Diable : volcans d’Afrique, Canaries et Réunion, París, Presses de la Cité, 1981, 124 p.
  - Volcans et tremblements de terre, París, Les Deux Coqs d’Or, 1982, 78 p.
  - Volcans et dérives des continents, París, Hachette, 1984, 157 p.
  - Les plus beaux volcans, d’Alaska en Antarctique et Hawaï, París, Solar, 1985, 88 p.
  - Volcans et éruptions, París, Hachette-Jeunesse, collection : le temps de la découverte, 1985, 90 p.
  - Les Volcans du monde, Vevey-Lausanne, Éditions Mondo, 1986, 152 p.
  - Objectif volcans, París, Nathan Image, 1986, 154 p.
  - Führer zu den Virunga Vulkanen, Stuttgart, F. Enke, 1990, 187.

- Maurice Krafft y Roland Benard :
  - Au cœur de la Fournaise, Orléans, Éditions Nourault-Bénard, 1986, 220 p.

- Maurice Krafft, Katia Krafft y François-Dominique de Larouzière :
  - Guide des volcans d'Europe et des Canaries, Neuchätel : Delachaux et Niestlé, 1991, 455 p.

## En el cine
En 2022, la documentalista Sara Dosa usó gran parte del material audiovisual de los Krafft, así como entrevistas y material bibliográfico, para realizar el filme Fire of Love. El director alemán Werner Herzog también realizó un documental en honor a la pareja, titulado The Fire Within: A Requiem for Katia and Maurice Krafft.